# Dobos Katalin
Dobos Katalin, névvariáns: Dobos Kati (Nyírlövő, 1953. december 10. –) magyar színésznő.

## Életpálya
Pályáját az Állami Déryné Színházban kezdte 1973-ban. 1978-ban színészként diplomázott Várkonyi Zoltán osztályában, a Színház- és Filmművészeti Főiskolán. Két évadot töltött a Szegedi Nemzeti Színházban, majd egyet a Radnóti Színpadon és a Pécsi Nemzeti Színházban. 1982 óta Szegeden játszik. 1995-től szabadfoglalkozású színművésznő. Vendégként fellépett a székesfehérvári Vörösmarty Színházban is. Prózai és zenés darabokban, drámai és vígjátéki karakterszerepek hiteles, mélyen átélt alakítása fűződik nevéhez. Színházi szerepei mellett alkalmanként szinkronizál is. Az egyik legszebben beszélő magyar színésznő, tanítással is foglalkozik, erről így vallott: 

„Főiskolai tanárom, Montágh Imre útmutatásai alapján szeretném megtanítani a fiatalokat tisztán, szépen beszélni magyarul.”

 Önálló esteken is fellép.

## Fontosabb színházi szerepei
- Arthur Miller: A salemi boszorkányok... Abigél
- Szigligeti Ede: Liliomfi... Mariska
- Alexandre Dumas – Jean-Paul Sartre: London királya (Kean)... Anna Danby
- William Shakespeare: Sok hűhó semmiért... Beatrice
- William Shakespeare: Hamlet... Gertrúd
- William Shakespeare: Lear király... Goneril
- Görgey Gábor: Fejek Ferdinándnak... Kiss Anna
- Görgey Gábor: Galopp a vérmezőn... Kozák Eszter
- John Ford: Kár, hogy k... ... Annabella
- Eugene O’Neill: Vágy a szilfák alatt... Abbie Putnam
- Fejes Endre: Jó estét nyár, jó estét szerelem... Zsuzsanna
- Friedrich Schiller: Ármány és szerelem... Lady Milford
- Friedrich Schiller: Don Carlos... Valois Erzsébet
- Eugène Scribe: Egy pohár víz... A királynő
- Tamási Áron: Énekes madár... Eszter
- Sütő András: Csillag a máglyán... Idelette
- Sütő András: Szuzai menyegző... Roxané
- Neil Simon: Furcsa pár... Florance
- Makszim Gorkij: Éjjeli menedékhely... Karpovna
- Robert Harling: Acélmagnóliák... Emily
- Carlo Goldoni: Csetepaté Chioggiában... Pasqua
- Baka István A korinthoszi menyasszony... Anya
- Dale Wasserman – Ken Kesey: Kakukkfészek... Ratched nővér (Vörösmarty Színház, Székesfehérvár)
- Frederick Knott: Várj, míg sötét lesz!... Susy (Vörösmarty Színház, Székesfehérvár)
- Anton Pavlovics Csehov: Sirály... Arkagyina (Vörösmarty Színház, Székesfehérvár)
- Heltai Jenő: A néma levente... Beatrix (Vörösmarty Színház, Székesfehérvár)
- Kálmán Imre: Csárdáskirálynő... Cecília
- Peter Shaffer: Equus... Hesther Salomon (bírónő)
- Michel Tremblay: Sógornők... Gabrielle Jodoin
- Luigi Pirandello: Hat szereplő szerzőt keres... A második színésznő (Mara-Mara)
- Lehár Ferenc – Victor Léon – Leo Stein: A víg özvegy... Sylviane
- Márai Sándor: Casanova... Toscanai nő
- Arthur Miller: Lefelé a hegyről... Theo, a feleség
- Horváth Péter: Csaó Bambíno... Mancika tanárnő
- Lehár Ferenc: Luxemburg grófja... Kokorov, grófnő
- Rutkai András: Aranykirály... Vásti, az első felesége

## Önálló est
- Honnan és hova?
- Kuklay atya gondolatai A kráter peremén Pilinszky János verseiről (felolvasó est, CD)

## Filmes és televíziós szerepei
- Hajtóvadászat öregekre (Csáth novella)
- A luxusvilla titka (1977) (1979-ben adták le)
- Az ész bajjal jár (1977)
- A fürdőigazgató (1978)
- Dániel (1978; tévésorozat) – Fiatal pénztáros (2. részben) (1982-ben adták le)
- Periférián (1978)
- Talpsimogató (1978)
- Habfürdő (1979; rajz-játékfilm) – Anikó (hang)
- Ki beszél itt szerelemről? (1979) – Vági Piroska
- Horváték (1981) – Mari, szobalány
- Nagyvárosi kanyarok (1981)
- A tenger (1982; tévésorozat) (1. részben)
- Glória (1982)
- Família Kft. VII. (1997) – Jojó anyja
- Mindenki fél a törpétől (1997)
- Komédiások (2000; tévésorozat) – Szilvay Hilda